# Musée de la littérature lituanienne Maironis
 (septembre 2024).

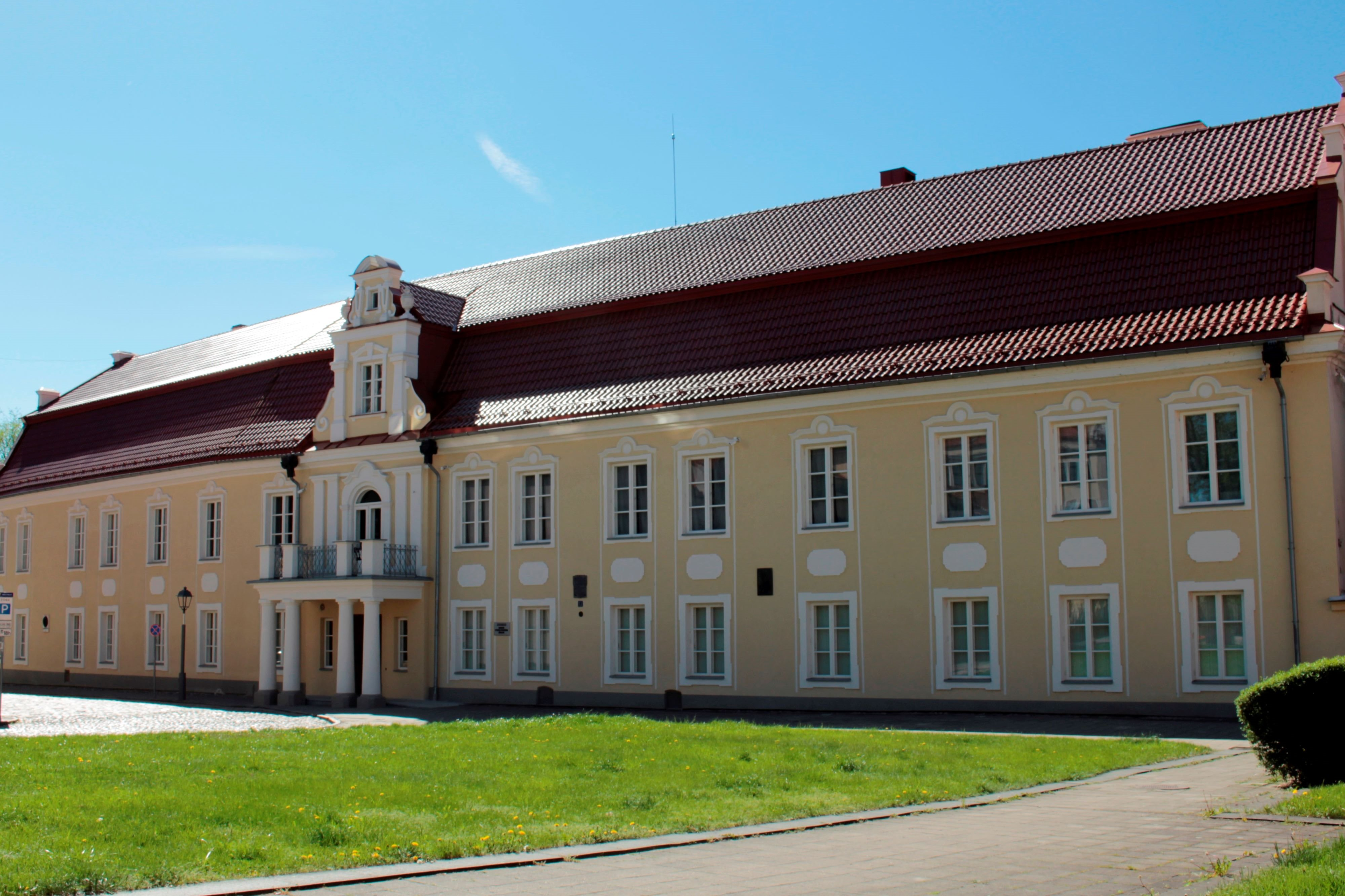
Musée en 2018

Le musée de la littérature lituanienne Maironis (en lituanien : Maironio lietuvių literatūros muziejus) est situé dans le palais Siručiai de Kaunas, en Lituanie,,. Le palais a été construit en 1742 par Simonas Sirutis, contremaître du tribunal de la ville de Kaunas, et a été acheté par Jonas Mačiulis-Maironis en 1909,.